# Benjamin von Tudela

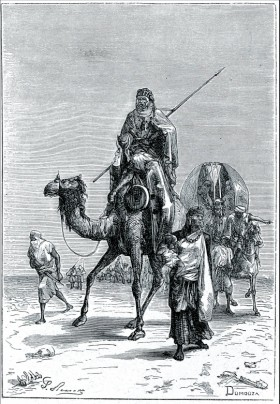
Benjamin von Tudela in der Sahara
Kupferstich aus dem 19. Jahrhundert

Benjamin von Tudela, auch Benjamin ben Jona, eigentlich Benjamín bar Jonás de Tudela (* etwa in den ersten Jahrzehnten des 12. Jahrhunderts in Tudela im Königreich Navarra; † ca. 1173 in Kastilien) war der bedeutendste jüdische Reisende des Mittelalters. Sämtliche Informationen über ihn stammen aus seinem Reisebericht „Massaot Binjamin mi-Tudela“ (Reisen des Benjamin aus Tudela).

## Reiseweg und Reisebericht

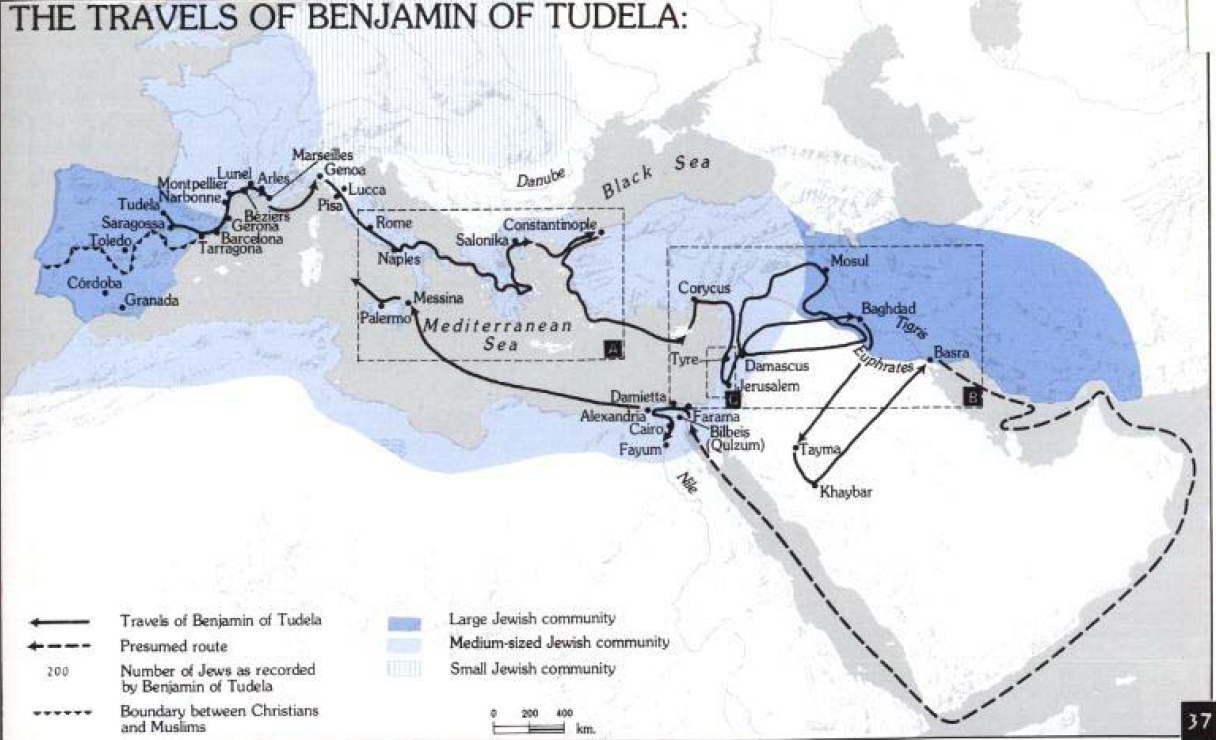
Die Reisen des Benjamin von Tudela

Benjamin reiste zwischen 1160 und 1173 über die Königreiche Navarra und Aragonien, Südfrankreich (Languedoc und Provence), Italien, Griechenland und das heilige Land bis nach Mesopotamien an die Grenzen Persiens und weiter nach Ägypten.
Über Saragossa, Tarragona, Barcelona und Girona reiste er zunächst in die Provence, wo er die Städte, das Wirtschaftsleben und die jüdischen Gelehrten in Narbonne, Béziers, Montpellier, Lunel, Posquières und Arles recht genau beschrieb. In Marseille nahm er ein Schiff nach Genua und reiste von dort aus weiter über Pisa nach Rom, wo er sich wohl recht lange aufgehalten hat, da er die antiken Monumente der Stadt detailliert beschrieb. Er erwähnte auch die jüdische Gemeinde in Rom und ihre Beziehungen mit Papst Alexander III. Es wird deshalb angenommen, dass Benjamins Aufenthalt in Rom in die Zeit kurz nach dem Beginn des Pontifikats von Alexander III. im September 1159 fiel. Von Rom aus reiste Benjamin weiter über Süditalien und beschrieb unter anderem Salerno, Amalfi, Melfi, Benevento und Brindisi. In Otranto reiste er auf dem Schiff über Korfu nach Arta. In Griechenland erwähnte er die jüdischen Seidenweber sowie die landwirtschaftliche Kolonie in Krissa am Parnass. (Siehe auch Aitoliko). Besonders lange Zeit scheint er in Konstantinopel verbracht zu haben, von wo er einen genauen Bericht beispielsweise über die Hagia Sophia erstattete.
Zu weiteren Reisezielen Benjamins gehörten Patras, Korinth, Theben, Thessaloniki, Zypern, Beirut, Jerusalem, Damaskus, Mosul, Bagdad, Sura und Pumbedita, Kairo und Alexandria.
Benjamins Angaben zu Arabien, Persien, Indien, China und Äthiopien setzten sich aller Wahrscheinlichkeit nach aus Berichten zusammen, die ihm, vielleicht in Bagdad, zu Gehör kamen. Allein aus zeitlichen Gründen kann es Benjamin nicht möglich gewesen sein, alle diese Länder zu bereisen. 1168 und 1169 war er in Palästina, das zu jener Zeit als Königreich Jerusalem unter der Herrschaft der Kreuzfahrer stand. Sein Bericht über die heiligen Stätten in Palästina, besonders über die Bauten in Jerusalem, ist für die damalige Geschichte Palästinas von herausragender Bedeutung. In Jerusalem erwähnte er unter anderem den Davidsturm, die Grabeskirche, den Felsendom und das Gebet der Juden an der Klagemauer. Einige Orte in Palästina bezeichnete er mit ihren französischen Namen, so zum Beispiel Hebron als „Saint Abraham de Bron“. 1170 war er in Mosul und um 1171 in Ägypten. Dies ergibt sich daraus, dass er die Auseinandersetzungen zwischen den Abbasiden in Bagdad und den Fatimiden beschrieb, deren Herrschaft in Ägypten 1171 durch Saladin beendet wurde. Er bereiste Assuan in Oberägypten und wendete sich dann nach Norden, wo er schließlich Fajum erreichte, das er als das biblische Pithom identifizierte. Spätestens 1173 kehrte Benjamin über Sizilien (Palermo) nach Spanien zurück. Benjamin war wohl der erste Europäer, der über den Handel mit Indien berichtete, ohne selbst dort gewesen zu sein. Zudem gilt er als erster Europäer, der China mit seinem jetzigen Namen erwähnte. Sein Bericht schließt mit einer idealisierten Beschreibung des jüdischen Lebens in Nordfrankreich und Deutschland, die wahrscheinlich auf fremden Berichten beruht. Er notierte, dass er über Kastilien nach Spanien zurückkehrte, nachdem er es über Aragón verlassen hatte.
Da eines der Ziele seiner Reise und seines Berichtes war, etwas von der Lebenssituation der jüdischen Glaubensgenossen und der jüdischen Gemeinden zu erfahren, hat er in seinem in hebräischer Sprache gehaltenen Reisebericht (Massaot) unter anderem viele Orte angegeben, in denen Juden lebten. Oftmals werden die Namen der Rabbiner genannt sowie die Zahl der dort ansässigen Juden (oder jüdischen Familien), manchmal auch deren Berufe (z. B. Färber in Brindisi, Seidenweber in Theben, Gerber in Konstantinopel, Glaser in Aleppo und Tyrus).
Als weitere Sehenswürdigkeiten erwähnte Benjamin die Omajjaden-Moschee in Damaskus, den Palast des Kalifen in Bagdad oder in Alexandria den noch aus der Antike stehenden Pharos, den berühmten 110 Meter hohen Leuchtturm, eines der sieben Weltwunder (eine der letzten Beschreibungen des Turms, die wir kennen, bevor er nach über 1600 Jahren 1326 einstürzte). Der Abstand der von Benjamin bereisten Orte wurde in Tagesreisen oder Parasangen angegeben (1 Tagesreise = 10 Parasangen, 1 Parasange = etwa 4 Kilometer).
Seine Berichte über den Reichtum und die Schwächen des Byzantinischen Reiches, die Assassinen im Libanon oder über die Oghusen sind erstrangige historische Quellen. Sein Reisebericht wurde in zahlreiche europäischen Sprachen übersetzt und gilt für Mediävisten als wichtige Quelle. Die Reisen des Benjamin von Tudela wurden erstmals in Konstantinopel im Jahre 1543 gedruckt; eine zweite Ausgabe, beruhend auf einem sehr unterschiedlichen Manuskript, erschien 1556 in Ferrara. Die Standardausgaben beruhen auf Adolf Asher, mit zahlreichen Anmerkungen und zusätzlichem Material (London 1840–41, Neudruck New York 1927).

## Anlass der Reise
Benjamins Reisezweck ist unbekannt. Es wird vermutet, dass er Juwelenhändler war, da er an mehreren Stellen seines Berichts Interesse am Korallenhandel zeigte. Ein weiterer Grund war, in Erfahrung zu bringen, wie Juden über alle Welt zerstreut in unterschiedlichsten Lebensverhältnissen in allen möglichen Herrschaften und Kulturen lebten.
Ein nicht zu vernachlässigender weiterer Grund ist die Lage der Juden in Spanien und ganz Europa. Sowohl in christlich als auch in islamisch beherrschten Gebieten wurde das Leben für die Juden im Hochmittelalter immer bedrohlicher. Auf der moslemischen Seite eroberten 1148 fanatische Almohaden Córdoba. 1146 verkündete Abd al-Mumin, Begründer des Almohadenreichs, in Fès Juden und Christen: „Ihr habt nur die Wahl: Islam oder Tod!“ Auf der christlichen Seite begannen die Kreuzzüge mit grausamen antijüdischen Ausschreitungen im Rheinland des 11. und 12. Jahrhunderts, die sich auch während des Zweiten Kreuzzugs fortsetzten, als flämische und deutsche Kreuzfahrer 1147 und 1148 in Tortosa ein Blutbad unter den Juden anrichteten. Es kann vermutet werden, dass Benjamin auch Fluchtwege aus Spanien und Unterschlupf für seine Glaubensbrüder in den bereisten Gebieten erkundete.